# Microneta
Microneta es un género de arañas araneomorfas de la familia Linyphiidae. Se encuentra en América, Europa, Asia y Oceanía. 

## Lista de especies
Según The World Spider Catalog 12.0:
- Microneta aterrima Eskov & Marusik, 1991
- Microneta caestata (Thorell, 1875)
- Microneta disceptra Crosby & Bishop, 1929
- Microneta flaveola Banks, 1892
- Microneta formicaria Balogh, 1938
- Microneta inops (Thorell, 1875)
- Microneta iracunda (O. Pickard-Cambridge, 1879)
- Microneta orines Chamberlin & Ivie, 1933
- Microneta protrudens Chamberlin & Ivie, 1933
- Microneta saaristoi Eskov & Marusik, 1991
- Microneta semiatra (Keyserling, 1886)
- Microneta sima Chamberlin & Ivie, 1936
- Microneta varia Simon, 1897
- Microneta viaria (Blackwall, 1841)
- Microneta watona Chamberlin & Ivie, 1936